# Andreas-Maurer-Brücke
Die Andreas-Maurer-Brücke ist eine Straßenbrücke über die Donau in Niederösterreich auf Gemeindegebiet von Hainburg an der Donau im  Bezirk Bruck an der Leitha und Engelhartstetten im Bezirk Gänserndorf. Über die Brücke führt die Bernstein Straße B 49. 

## Lage und Geschichte
Die Schrägseilbrücke liegt bei Stromkilometer 1886,20 und ist die einzige Donaubrücke zwischen Wien und Bratislava. Die Brücke ist 1872 Meter lang, davon entfallen 366 Meter auf die eigentliche Flussquerung. Der A-förmige Stahlpylon, der die Schrägseile trägt, ist 76,33 Meter hoch und über einem Strompfeiler angeordnet.
Sie wurde von Oktober 1969 bis Jahresende 1972 von der Baufirma H. Rella & Co. sowie der Stahlbaufirma Waagner-Biro errichtet und im Jänner 1973 offiziell eröffnet. Die Benennung nach dem ehemaligen Landeshauptmann Andreas Maurer erfolgte erst 2012.
Über die Brücke verlaufen mit dem Ostösterreichischen Grenzlandweg sowie mit dem Niederösterreichischen Landesrundwanderweg auch zwei Weitwanderwege.

## Galerie

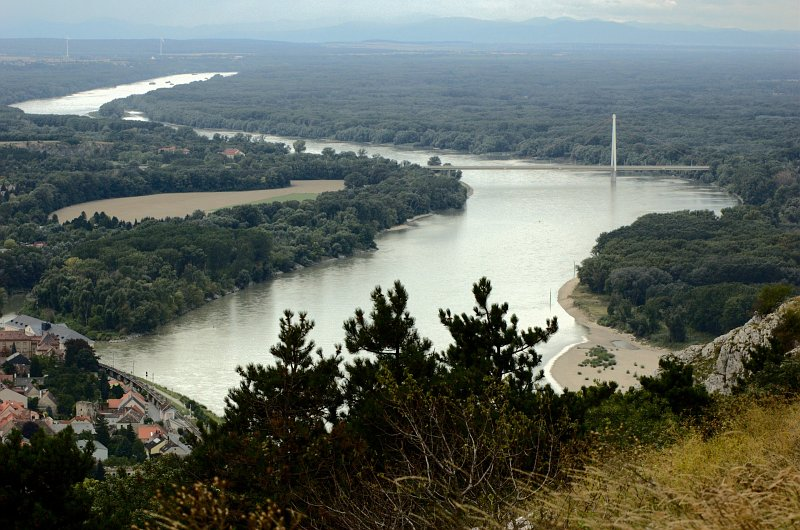
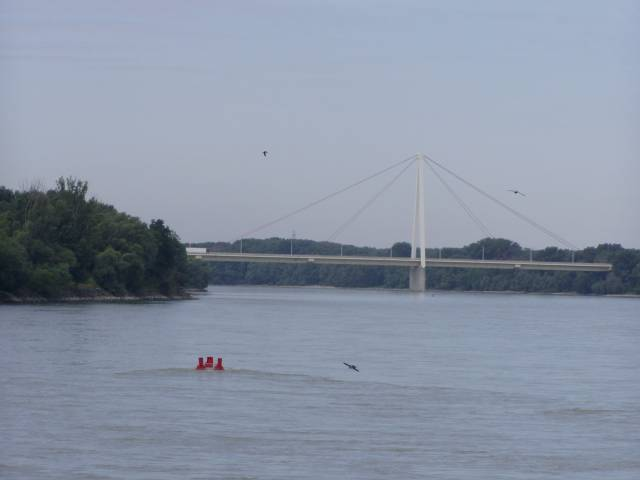
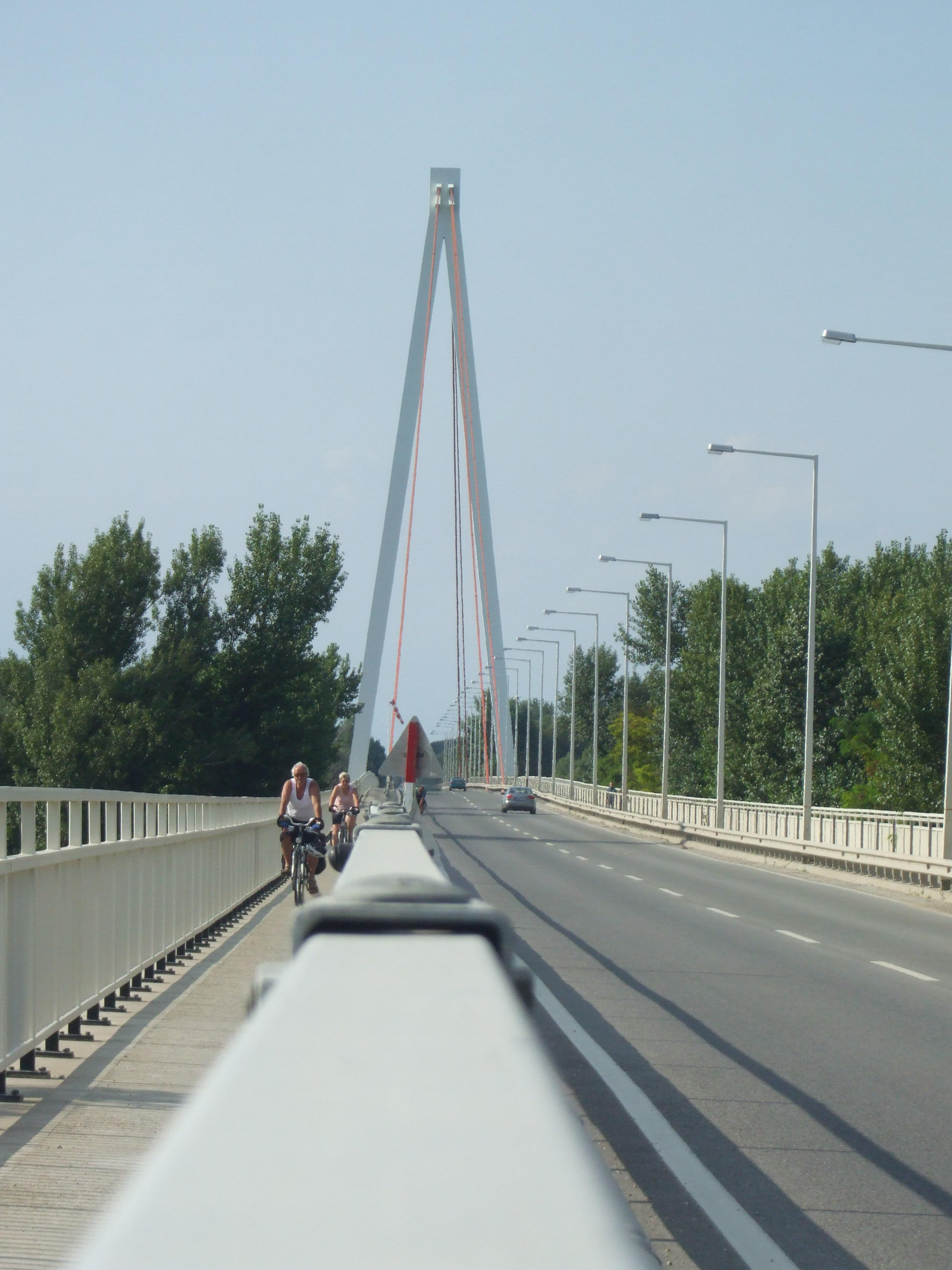
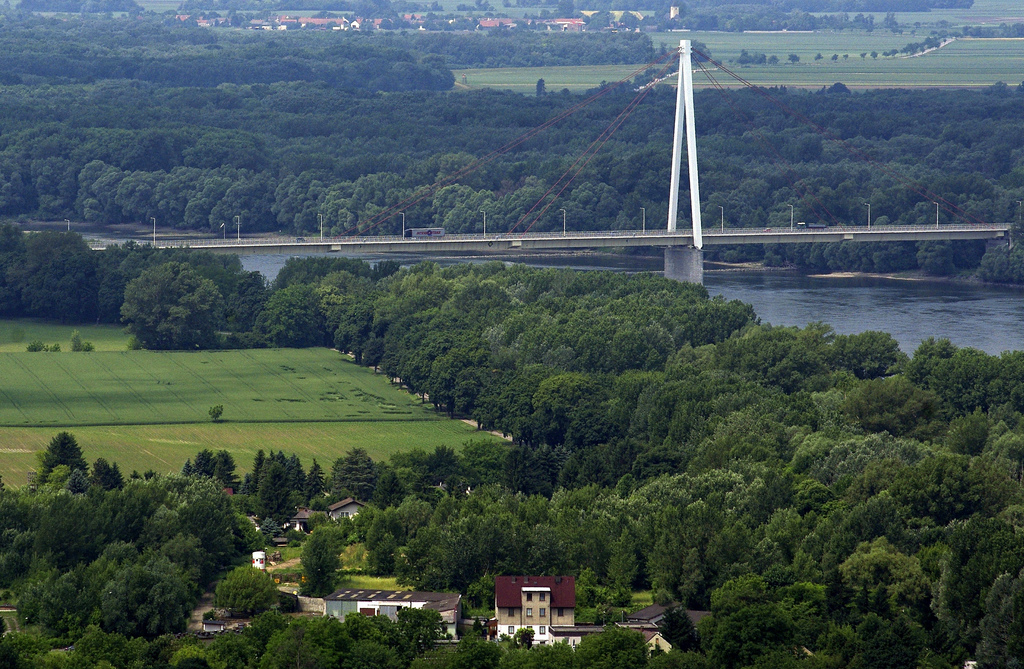
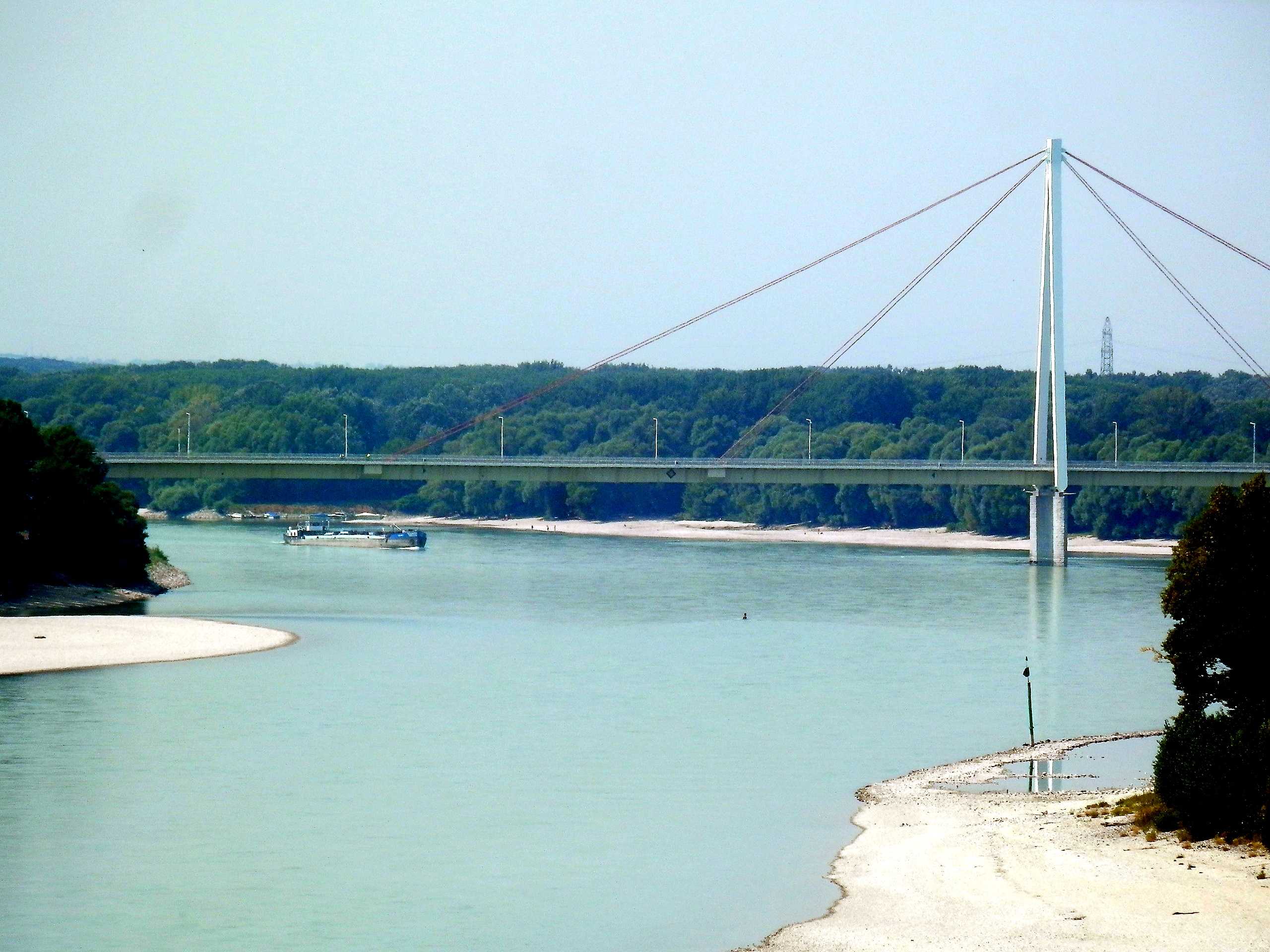